# Rimini (2022)
Rimini (Arbeitstitel Böse Spiele) ist ein österreichisch-deutsch-französisches Filmdrama von Ulrich Seidl aus dem Jahr 2022 mit Michael Thomas, Hans-Michael Rehberg, Tessa Göttlicher und Georg Friedrich. Es handelt sich um das „Bruderstück“ zu Seidls Film Sparta. Auf dem International Film Festival Rotterdam wurden die Werke Rimini und Sparta erstmals in einer 205 Minuten langen verschränkten Fassung unter dem Titel WICKED GAMES Rimini Sparta gezeigt.

## Handlung
Richie Bravo war früher ein gefeierter Schlagerstar. Im winterlichen Rimini jagt er seinem einstigen Ruhm hinterher, seinen ausschweifenden Lebensstil mit Spielsucht und Alkohol finanziert er mit Auftritten vor Bustouristen und Liebesdiensten für weibliche Fans. Nach dem Tod seiner Mutter kehrt er zwischenzeitlich nach Parndorf (Burgenland) zurück, um im Keller bei Schnaps und Musik Abschied von seinem Elternhaus zu nehmen.
Eines Tages steht seine mittlerweile erwachsene Tochter vor ihm und fordert von ihm Geld, das er ihr lange vorenthalten und jetzt allerdings nicht mehr hat. Sein an Demenz erkrankter Vater befindet sich währenddessen in einem österreichischen Pflegeheim und wähnt sich in der Nazi-Vergangenheit.

## Produktion und Hintergrund
Die Dreharbeiten zu den beiden Filmen Rimini und Sparta fanden unter dem Arbeitstitel Böse Spiele an 85 Drehtagen ab dem Frühjahr 2017 bis  zum Frühjahr 2018 in Österreich, Italien, Rumänien und Deutschland statt. Drehort war unter anderem Rimini. Darsteller Hans-Michael Rehberg starb im November 2017.
Produziert wurde der Film von der österreichischen Ulrich Seidl Filmproduktion GmbH, in Koproduktion mit der deutschen Essential Film GmbH und der französischen Société Parisienne de Production. Die Serviceproduktion in Italien übernahm die Albolina Film GmbH, den Weltvertrieb Coproduction Office.
Unterstützt wurde die Produktion vom Österreichischen Filminstitut, vom Filmfonds Wien, von Filmstandort Austria, vom Land Niederösterreich, von der Mitteldeutschen Medienförderung, von der Medienboard Berlin-Brandenburg GmbH, Eurimages sowie Emiglia Romagna Italian Tax Credit. Beteiligt waren der Österreichische und der Bayerische Rundfunk sowie Arte.
Die Kamera führte Wolfgang Thaler. Für den Ton war Klaus Kellermann verantwortlich, für das Kostümbild Tanja Hausner, für das Szenenbild Andreas Donhauser und Renate Martin und für das Casting Henri Steinmetz und Eva Roth.
Regisseur Ulrich Seidl war zuvor 2013 mit Paradies: Hoffnung im Wettbewerb um den Goldenen Bären der 63. Internationalen Filmfestspiele Berlin vertreten. Der Kinostart in Deutschland fand am 6. Oktober 2022 statt.
Neben Rimini mit Richie Bravo als zentraler Figur entstand unter dem Titel Sparta ein weiterer Film mit Richies kleinem Bruder Ewald als Hauptfigur. Ursprünglich war unter dem Arbeitstitel Böse Spiele ein längerer Film über das Brüderpaar geplant, Seidl entschied später, daraus mit Rimini und Sparta zwei getrennte Arbeiten zu machen. Zudem verzögerte sich der Start wegen der COVID-19-Pandemie.

## Veröffentlichung
Die Premiere erfolgte am 11. Februar 2022 im Rahmen der Internationalen Filmfestspiele Berlin, wo der Film in den Wettbewerb um den Goldenen Bären eingeladen wurde. Am 6. April 2022 wurde der Film auf der Diagonale gezeigt. Der österreichische Kinostart war am 8. April 2022. In Deutschland kam der Film am 6. Oktober 2022 in die Kinos.
Auf dem International Film Festival Rotterdam wurden die Werke Rimini und Sparta erstmals in einer 205 Minuten langen verschränkten Fassung unter dem Titel WICKED GAMES Rimini Sparta gezeigt.
Die ORF-Erstausstrahlung war am 2. Juli 2025.

## Rezeption
Fabian Wallmeier urteilte auf rbb24.de, dass Seidl in diesem Film weniger auf Schock aus sei als sonst, trotzdem sei die derbe Charakterstudie sehenswert. An die Stelle des Schockierenden trete allerdings nicht viel, keine tiefergehende Milieu- oder Charakterstudie als in seinen früheren Werken, sodass der Film stellenweise etwas zäh sei. Die Produktion sei ein typischer Ulrich-Seidl-Film, wenn auch keiner seiner besten, aber einer, der allein schon wegen der eindrücklich schrecklichen Hauptfigur im Gedächtnis bleiben dürfte.
Dominik Kamalzadeh befand auf DerStandard.at, dass der Film Seidl-Kennern vertraute Elemente biete, zugleich aber auch einen poetischen Schritt zur Seite mache. Statt sein Publikum nur aus der Reserve zu locken, ziehe er es auch in einen Grenzbereich zwischen Verzweiflung und billigem Trost und liefere ein überraschend zärtliches Porträt eines Schlagersängers.
Christoph Petersen vergab auf Filmstarts.de 3,5 von fünf Punkten und meinte, dass eine Ulrich-Seidl-Figur einem selten derart sympathisch war wie Ritchie Bravo. Auch deshalb wirke Rimini nicht ganz so gnadenlos wie frühere Filme des Regisseurs.
Jochen Werner beschreibt im Perlentaucher, Michael Thomas als eine Art Wiedergänger von Mickey Rourke in Darren Aronofskys „The Wrestler – Ruhm, Liebe, Schmerz“, auch die Vater-Tochter-Geschichte erinner an diese lose Vorlage.

## Fortsetzung
Die Fortsetzung mit dem Titel Sparta, in deren Mittelpunkt Richies Bruder Ewald steht, feierte im September 2022 beim Internationalen Filmfestival von San Sebastián seine Premiere und nahm dort im Wettbewerb um die Goldene Muschel teil.

## Auszeichnungen und Nominierungen
Internationale Filmfestspiele Berlin 2022
- Einladung in den Wettbewerb um den Goldenen Bären[3][18]

Diagonale 2022
- Auszeichnung mit dem Diagonale-Preis für das beste Kostümbild (Tanja Hausner)[27]
- Auszeichnung mit dem Großen Diagonale-Preis des Landes Steiermark für den besten Spielfilm (Ulrich Seidl)[28]

Fünf Seen Filmfestival 2022
- Nominierung für den Fünf Seen Filmpreis[29]

Romyverleihung 2022
- Nominierung in der Kategorie Beste Regie Kino (Ulrich Seidl)[30]
- Nominierung in der Kategorie Bester Schnitt Kino (Monika Willi)
- Auszeichnung in der Kategorie Beste Musik (Fritz Ostermayer und Herwig Zamernik)[31]

Österreichischer Filmpreis 2023
- Nominierung in der Kategorie Bester männlicher Darsteller (Michael Thomas)
- Nominierung in der Kategorie Bestes Szenenbild (Andreas Donhauser und Renate Martin)

## Galerie

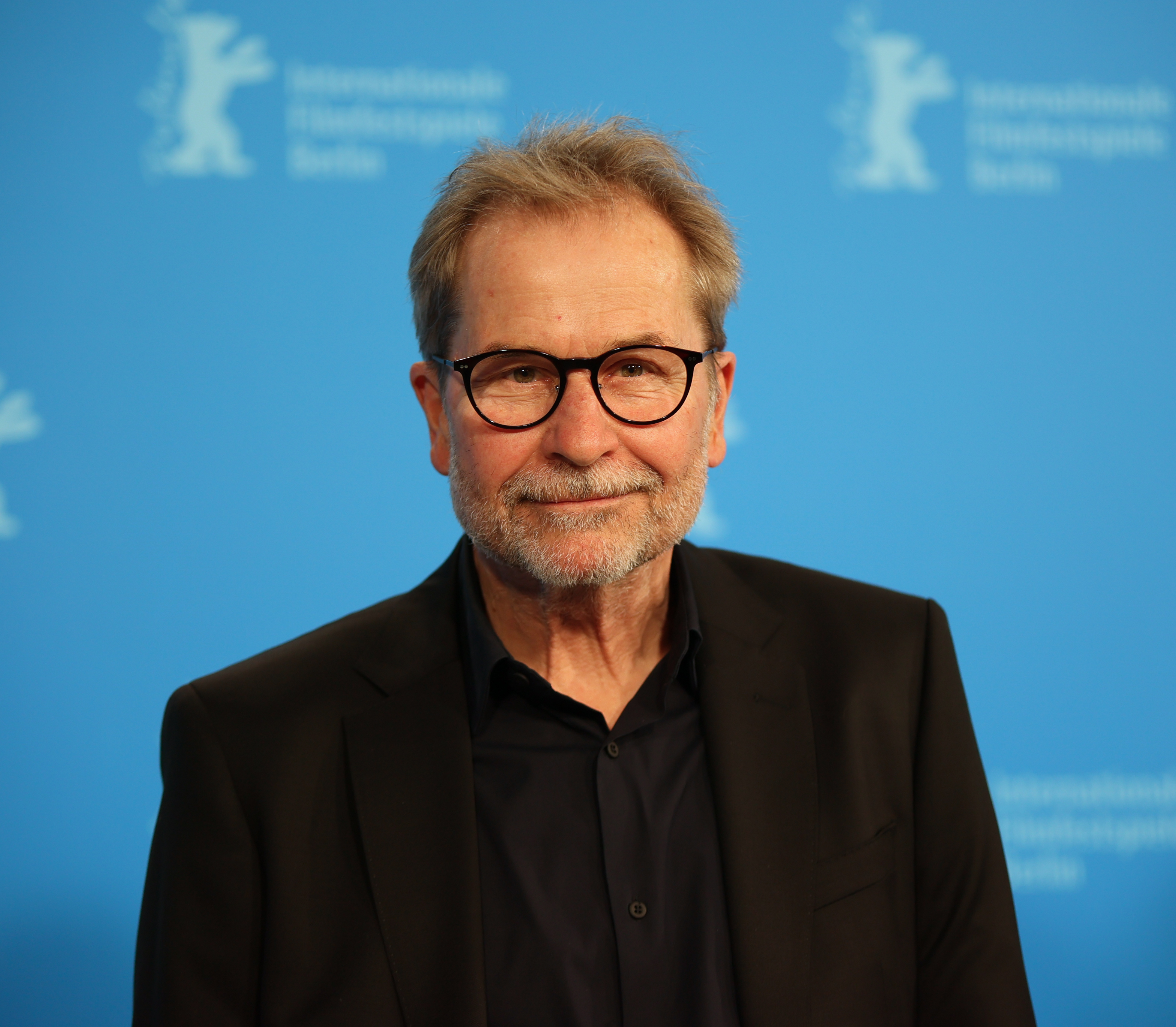
Ulrich Seidl auf der Berlinale 2022
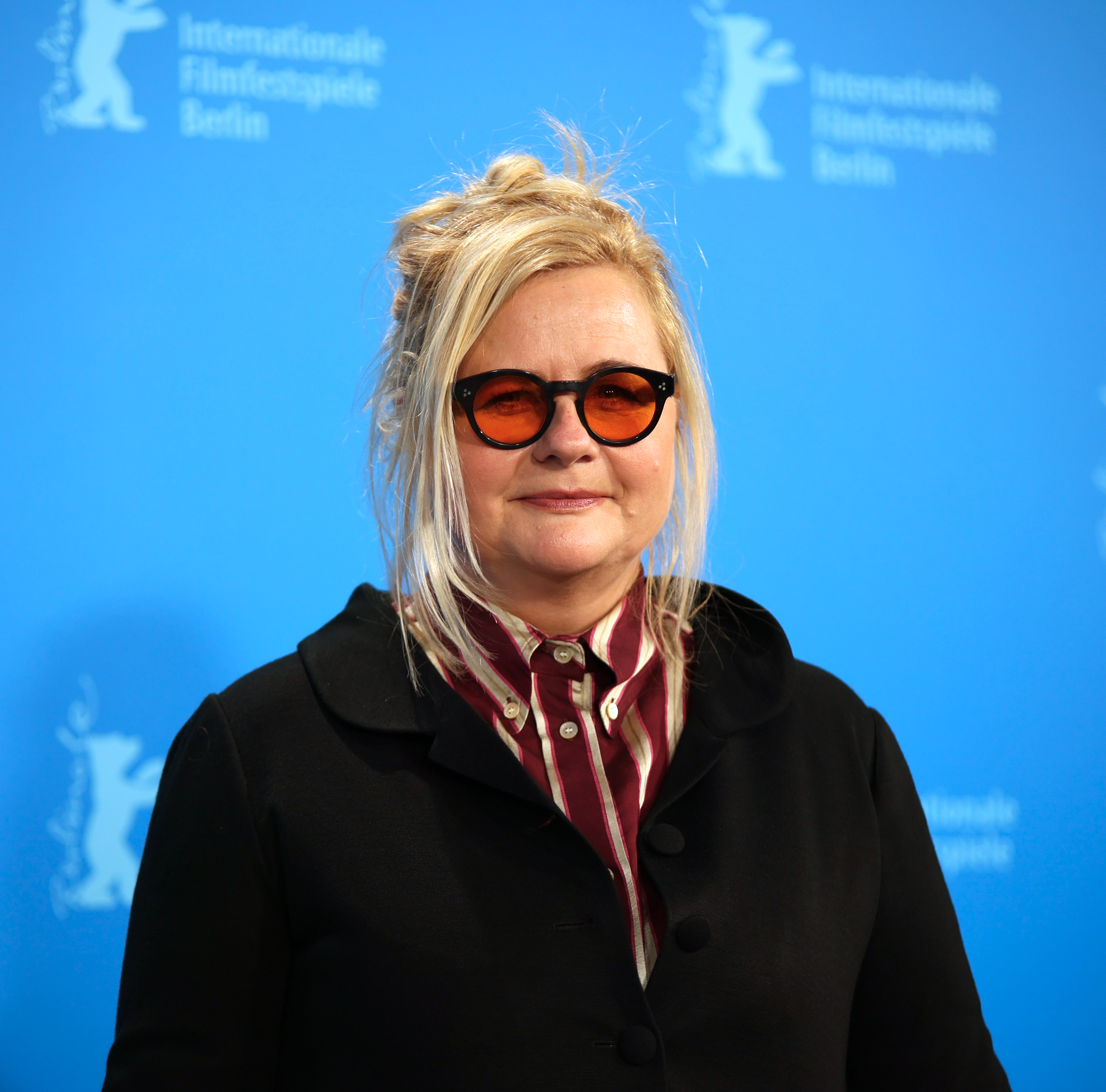
Veronika Franz auf der Berlinale 2022
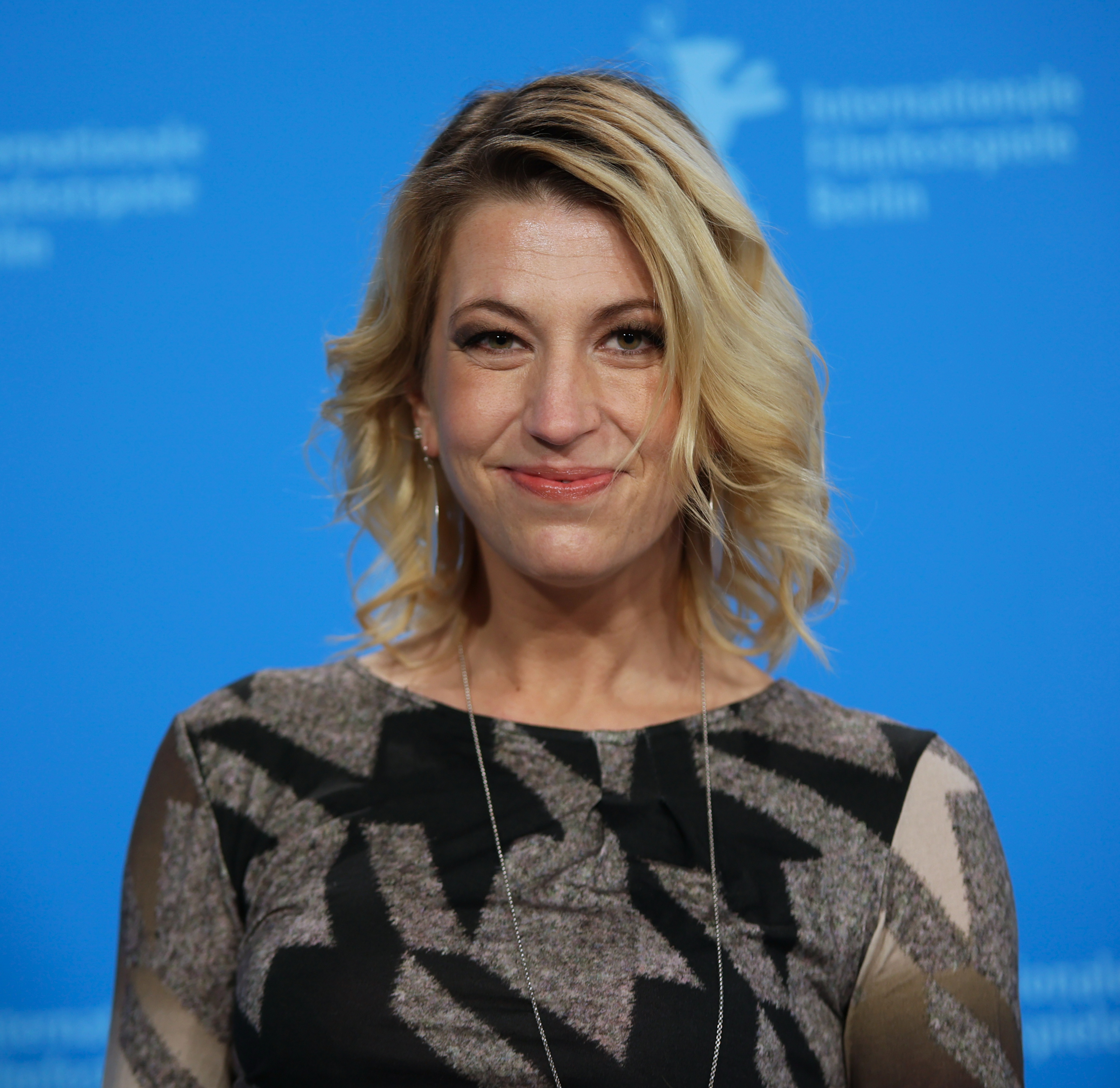
Tessa Göttlicher auf der Berlinale 2022
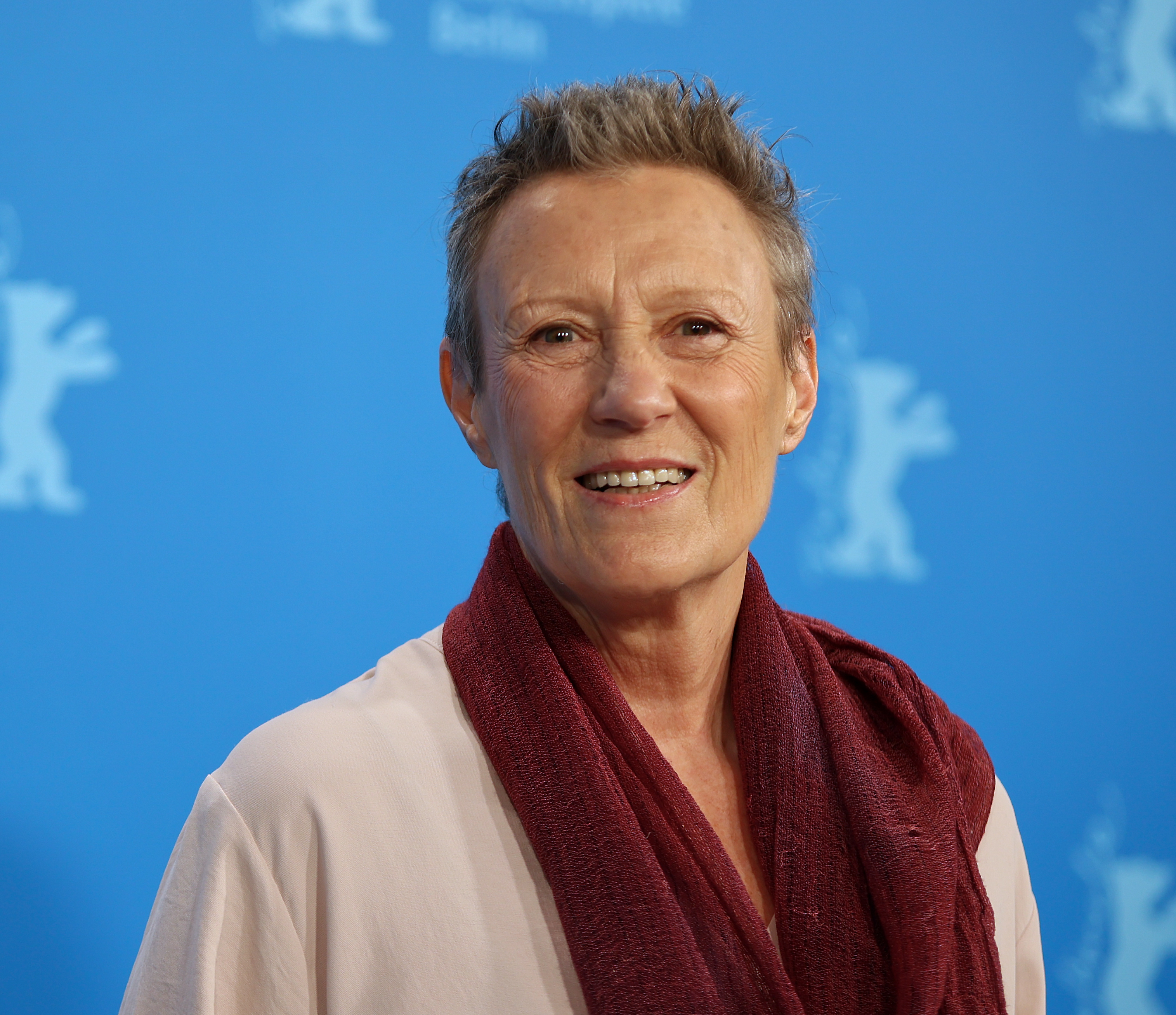
Claudia Martini auf der Berlinale 2022